# Gauliga Nordmark
Gauliga Nordmark byla jedna z mnoha skupin Gauligy, nejvyšší fotbalové soutěže na území Německa v letech 1933–1945. Gauliga byla vytvořena v roce 1933 na popud nacistického vedení. Pořádala se na území svobodného města Hamburk, Šlesvicko-Holštýnska a Meklenburska-Předního Pomořanska. Vítězové jednotlivých skupin Gauligy postupovali do celostátní soutěže, která trvala necelý měsíc, v níž se kluby utkávaly vyřazovacím způsobem.
Zanikla v roce 1942 rozdělením na Gauliga Hamburg, Gauliga Mecklenburg a Gauliga Schleswig-Holstein.

## Nejlepší kluby v historii - podle počtu titulů
Zdroj: 
| Vítězové nejvyšší ligové soutěže |        |                              |
| Klub                             | Tituly | Vítězné ročníky              |
| Eimsbütteler TV                  | 5      | 1934, 1935, 1936, 1940, 1942 |
| Hamburger SV                     | 4      | 1937, 1938, 1939, 1941       |

## Vítězové jednotlivých ročníků
Zdroj: 
| Gauliga Nordmark (1933 – 1942) |                     |                                 |                 |
| Ročník                         | Vítěz Gauligy       | Umístění v německém mistrovství | Německý mistr   |
| 1933 – 1934                    | Eimsbütteler TV (1) | Skupina B (4. místo)            | FC Schalke 04   |
| 1934 – 1935                    | Eimsbütteler TV (2) | Skupina B (3. místo)            | FC Schalke 04   |
| 1935 – 1936                    | Eimsbütteler TV (3) | Skupina B (3. místo)            | 1. FC Norimberk |
| 1936 – 1937                    | Hamburger SV (1)    | Semifinále                      | FC Schalke 04   |
| 1937 – 1938                    | Hamburger SV (2)    | Semifinále                      | Hannover 96     |
| 1938 – 1939                    | Hamburger SV (3)    | Semifinále                      | FC Schalke 04   |
| 1939 – 1940                    | Eimsbütteler TV (4) | Skupina 2 (2. místo)            | FC Schalke 04   |
| 1940 – 1941                    | Hamburger SV (4)    | Skupina 2 (finále)              | SK Rapid Wien   |
| 1941 – 1942                    | Eimsbütteler TV (5) | Osmifinále                      | FC Schalke 04   |